# Евгеньев-Тиш, Марк Евгеньевич
Марк Евгеньевич Евгеньев-Тиш (1892—1975) — советский учёный-юрист, кандидат юридических наук, доцент Саратовского юридического института им. Д. И. Курского, видный специалист по уголовному праву и криминалистике, участник Гражданской и Великой Отечественной войн.

## Биография
Марк Евгеньевич Евгеньев-Тиш родился в 1892 году в г. Житомире.
- 1912 год — 1918 год — учёба на юридическом факультете Императорского университета Святого Владимира в Киеве.
- С 1919 года — участие в Гражданской войне.
- 1919 год — старший секретарь РИО Политуправления Наркомвоена УССР.
- 1919 год — 1920 год — начальник культпросветотдела клуба губвоенкомата в г. Житомире.
- 1920 год — член коллегии обвинителей Николаевского губревтрибунала, а затем её председатель.
- 1922 год — 1925 год — старший следователь губревтрибунала и губсуда в г. Киеве.
- 1925 год — 1927 год — следователь по важнейшим делам Наркомюста и Прокуратуры УССР.
- 1927 год — 1936 год — работа в Прокуратуре УССР, затем в НКЮ УССР.
- С 1938 года — на преподавательской работе в Киевском университете.
- март 1941 года — защита кандидатской диссертации.
- С 1941 года — старший военный следователь Харьковского и Сталинградского военных округов.
- 1942 год — 1947 год — демобилизован в звании военюриста 3 ранга, после демобилизации на преподавательской и научной работе в Новосибирской юридической школе, ВЮЗИ, Новосибирском пединституте.
- 1947 год — присваивается звание доцента.
- 1947 год — защита докторской диссертации на тему «Учение о допросе»[1]. Диссертация не утверждена ВАК[2].
- 1947 год — 1949 год — заведующий кафедрой уголовного процесса Казанского юридического института.
- 1949 год — 1957 год — доцент кафедры уголовного процесса Саратовского юридического института.

Будучи в 1923—1924 годах старшим следователем Киевского губернского суда, провёл последний допрос вора Петра Сингаевского (брата проходившей по делу Бейлиса Веры Чеберяк) перед расстрелом последнего; оставил воспоминания об этом допросе и беседах того же времени с проведшим предварительное следствие по делу Бейлиса следователем В. И. Фененко и его помощником — околоточным надзирателем Кириченко.

## Семья
- Сын — Евгеньев-Тиш, Евгений Маркович — кандидат медицинских наук, доцент, заведующий кафедрой судебной медицины Казанского государственного медицинского университета (1954—1956; 1969—1971)[5][6].

## Публикации

### Книги, монографии, учебные пособия
- Евгеньев-Тиш М. Е. Надзор за органами дознания. — Киев, 1928.
- Евгеньев-Тиш М. Е. Наука на службе следствия. — Киев, 1930.
- Евгеньев-Тиш М. Е. Методика и техника расследования дел о посягательствах на социалистическую собственность на селе. — Киев, 1934.
- Евгеньев-Тиш М. Е. Методика расследования дел о хищениях социалистической собственности. — Киев, 1935.
- Евгеньев-Тиш М. Е. Допрос детей. — Киев, 1935.
- Евгеньев-Тиш М. Е. Методика допроса. — Киев, 1936.
- Евгеньев-Тиш М. Е. Методика и техника расследования преступлений. — Киев, 1940.
- Евгеньев-Тиш М. Е. Идентификация в советской криминалистике. — Саратов, 1955.

### Статьи
- Евгеньев-Тиш М. Е. К вопросу о признании обвиняемым предъявленного обвинения // Ученые записки Саратовского юридического института имени Д. И. Курского. — 1957. — вып. 5. — С. 214—227
- Евгеньев-Тиш М. Е. Некоторые вопросы содержания и оценки заключения судебной экспертизы // Научная конференция. Тезисы докладов. — 1955. — С. 85-88
- Евгеньев-Тиш М. Е. План расследования уголовного дела // Научные труды. — 1957. — вып. 1. — С. 170—256
- Евгеньев-Тиш М. Е. Некоторые вопросы планирования следственных версий // Сборник статей Саратовского отделения Всесоюзного научного общества судебных медиков и криминалистов. — 1958. — вып. 2. — С. 234—244